# مايك إسبي (لاعب كرة قدم أمريكية)
مايك إسبي (بالإنجليزية: Mike Espy)‏ هو لاعب كرة قدم أمريكية أمريكي، ولد في 29 نوفمبر 1982.

## وصلات خارجية
- مايك إسبي على موقع مرجع كرة القدم المحترفة.كوم (الإنجليزية)